# لفانك
جبرييل لُفَانْكْ Gabriel Levenq (1285 - 1357 هـ / 1868 - 1938 م) هو مستشرق فرنسي.
ولد في مرسيلية ، وتوفي ببيروت. له كتابات في «مجلة المشرق».